# Popis E brojeva
Popis E brojeva
(Popis je nepotpun)
- E 100 – Kurkumin (prehrambeni aditiv)
- E 102 – Tartrazin (prehrambeni aditiv)

- E 153 – Aktivni ugljen biljni ugljen (bojilo)

- E 160a – Karoten vitamin (bojilo)

- E 173 – Aluminij metalni pigmenti (bojilo)
- E 174 – Srebro metalni pigmenti (bojilo)
- E 175 – Zlato metalni pigmenti (bojilo)

- E 202 – Kalijev sorbat (konzervans)
- E 203 – Kalicijev sorbat (konzervans)

- E 210 – Benzojeva kiselina (konzervans)
- E 211 – Natrijev benzoat (konzervans)
- E 212 – Kalijev benzoat (konzervans)
- E 213 – Kalicijev benzoat (konzervans)

- E 230 – Bifenil (konzervans)

- E 234 – Nisin (konzervans)

- E 260 – Octena kiselina (kiselina)

- E 322 – Lecitin (emulgator)

- E 363 – Jantarna kiselina (regulator kiselosti)

- E 422 – Glicerol (sredstvo za konzistentnost)
- E 442 – Amonijev fosfatid (emulgator)
- E 450- Difosfati i pirofosfati

- E 491 – Sorbitanmonostearat (emulgator)
- E 492 – Sorbitantristearat (emulgator)
- E 494 – Sorbitanmonolaurat (emulgator)
- E 500-Natrijevi karbonati
- E 503- Amonijevi karbonati

- E 507 – Solna kiselina (kiselina)
- E 508 – Kalijev klorid (pojačivač okusa)
- E 509 – Kalcijev klorid (pojačivač okusa)
- E 511 – Magnezijev klorid (pojačivač okusa)
- E 621 - Mononatrijev glutaminat  (pojačivač okusa)

- E 570 – Stearinska kiselina  (zaslađivač)

- E 904 – Šelak (nosilac)

- E 938 – Argon (zaštitni plin)
- E 939 – Helij (zaštitni plin)
- E 941 – Dušik (zaštitni plin)

- E 951 - Aspartam (zaslađivač)

- E 965 – Maltit / Maltitol (zaslađivač)
- E 966 – Laktitol (zaslađivač)
- E 967 – Ksilitol (zaslađivač)

## Vanjske poveznice
- Dopuna popisa e-brojeva i njihovih značenja Izvor: UDD.hr  Arhivirana inačica izvorne stranice od 24. rujna 2015. (Wayback Machine)